# Azereix
Azereix är en kommun i departementet Hautes-Pyrénées i regionen Occitanien i sydvästra Frankrike. Kommunen ligger i kantonen Ossun som tillhör arrondissementet Tarbes. År 2022 hade Azereix 968 invånare.

## Befolkningsutveckling
Antalet invånare i kommunen Azereix
| Referens: INSEE |